# トリプラー陸軍病院
トリプラー陸軍病院(Tripler Army Medical Center)とはハワイ州オアフ島にあるアメリカ陸軍の軍病院である。

## 概要
病院は、パールハーバーとホノルル国際空港を見下ろす丘に建っている。
アジアと太平洋地域で最も大きな陸軍病院で、地球の表面の52%以上にわたる管轄権を持っている。
アジアや太平洋地域で負傷した陸軍軍人はこの病院で治療を受ける。
ベトナム戦争当時には多数のベトナムで負傷した兵士が入院していた。

## 歴史
- 1907年 - 設立
- 1920年 - アメリカ軍の准将であったCharles Stuart Triplerから病院名がつけられる
- 1948年9月10日 - 全館が完成

## 建物の特徴
外見は黄色がかったピンク色である。これは、第二次世界大戦中に旧日本軍に軍事施設と思われないようにそのような色にしたといわれている。

## 登場作品
- テストドライブ アンリミテッド 2 - カーシミュレーションゲーム。病院の建物が再現されている。

- Hawaii Five-0 - 全シーズンを通して負傷者の搬送先の１つとして登場。チームのメンバーも治療を受けることがある。